# Epilobium lanceolatum
Epilobium lanceolatum är en dunörtsväxtart. Epilobium lanceolatum ingår i släktet dunörter, och familjen dunörtsväxter.

## Underarter
Arten delas in i följande underarter:
- E. l. lanceolatum
- E. l. parviflorum

## Bildgalleri

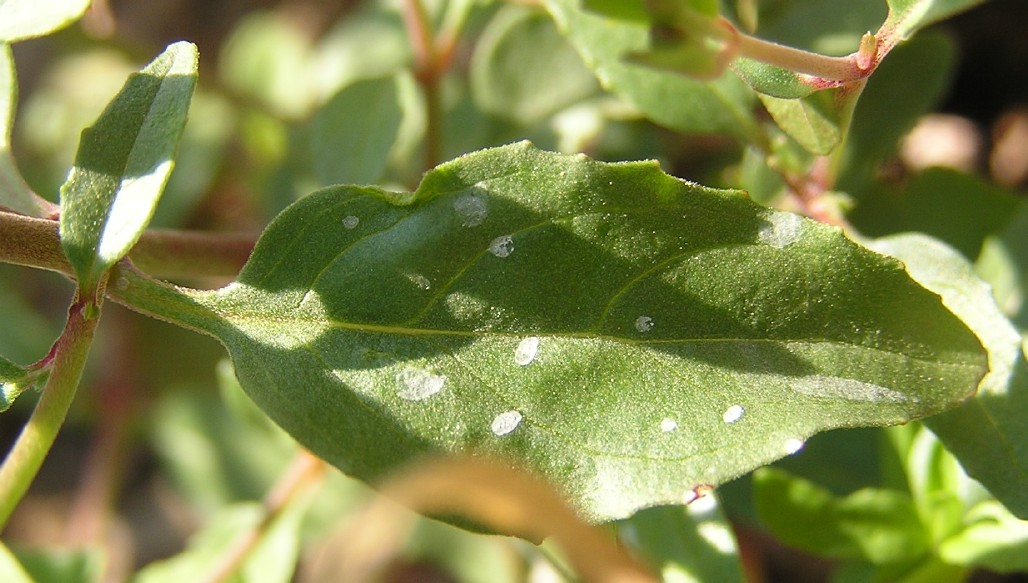